# Rodolfo Amoedo

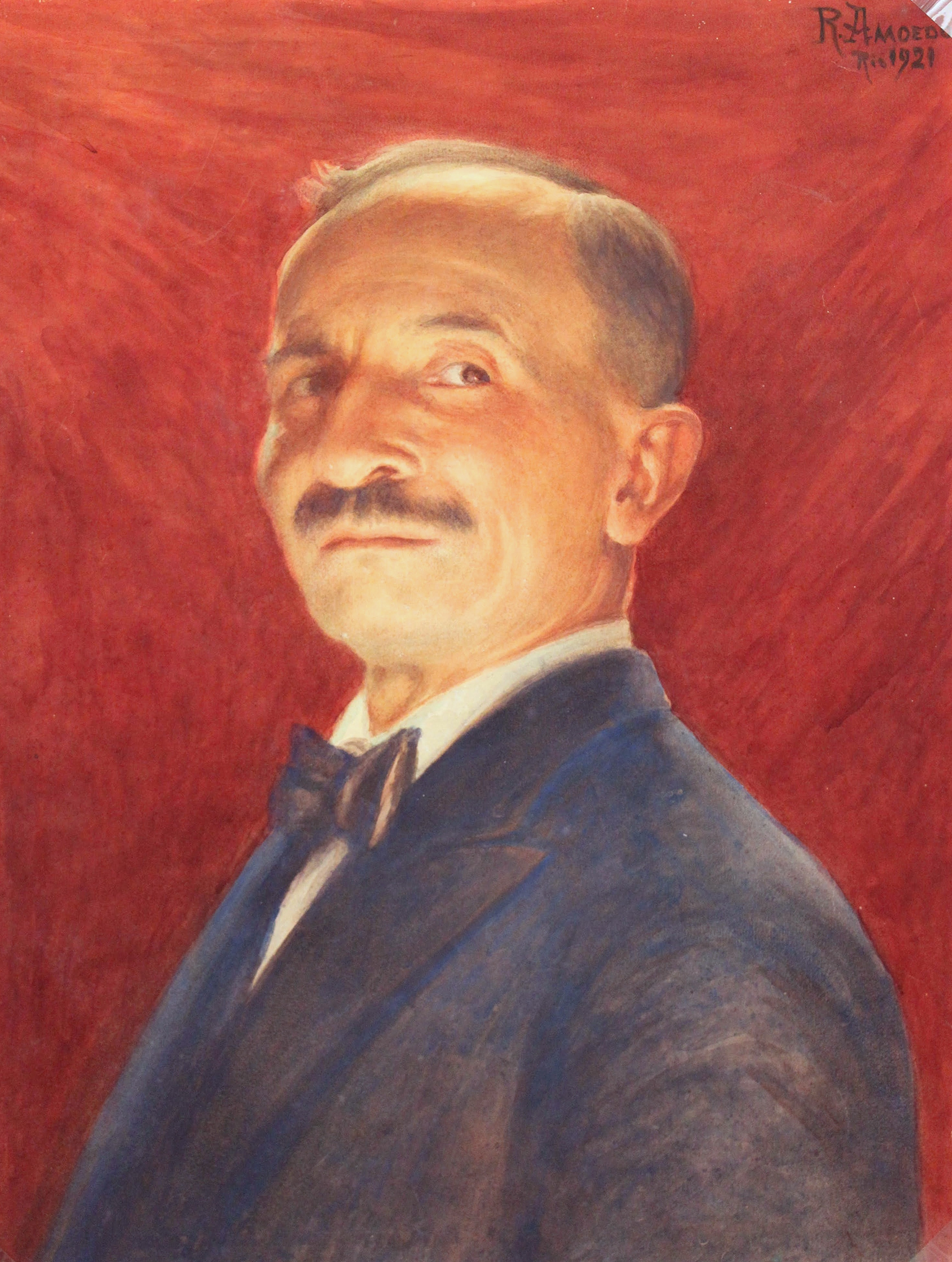
Selbstporträt aus dem Jahr 1921.

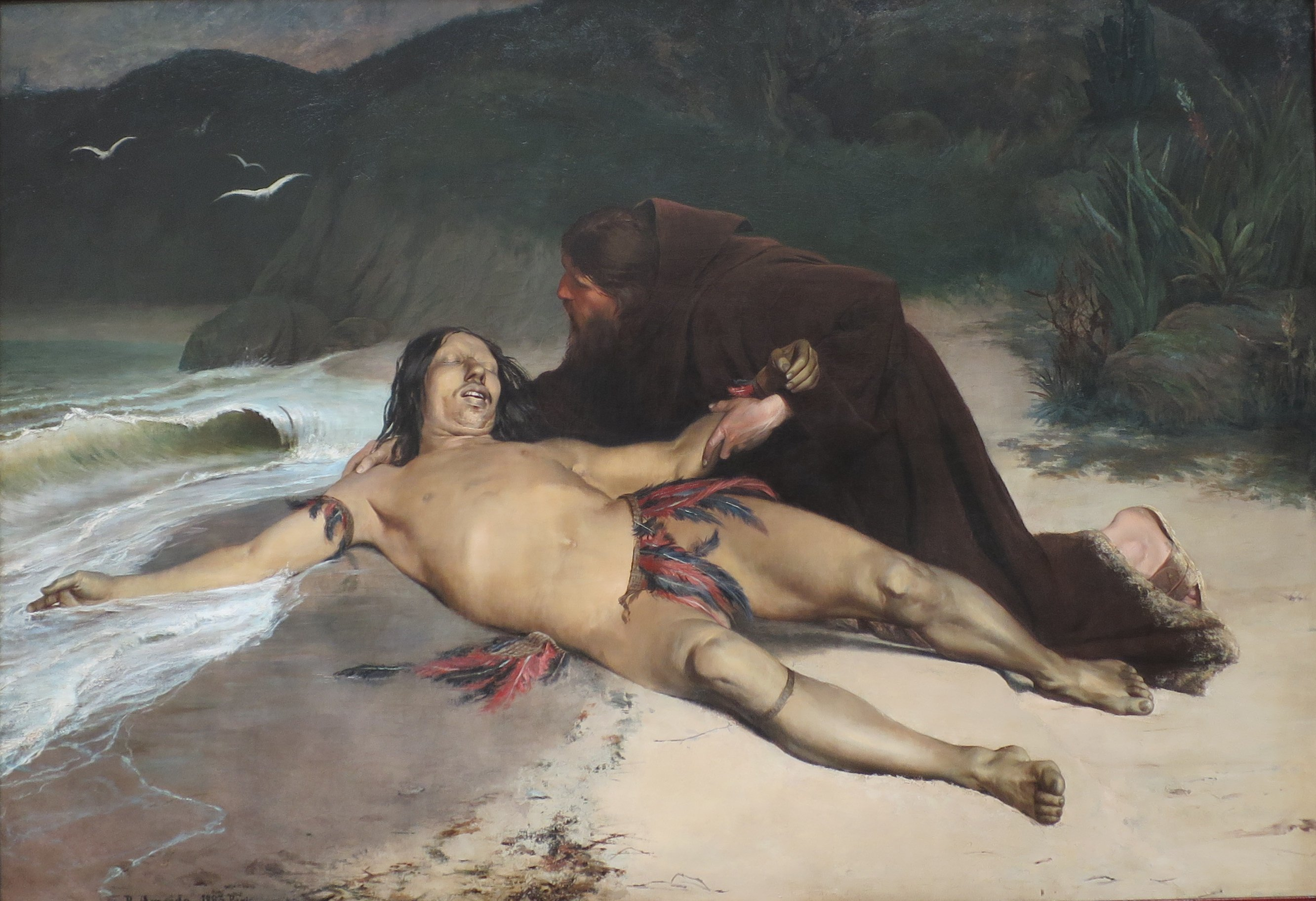
O Último Tamoio (1883).

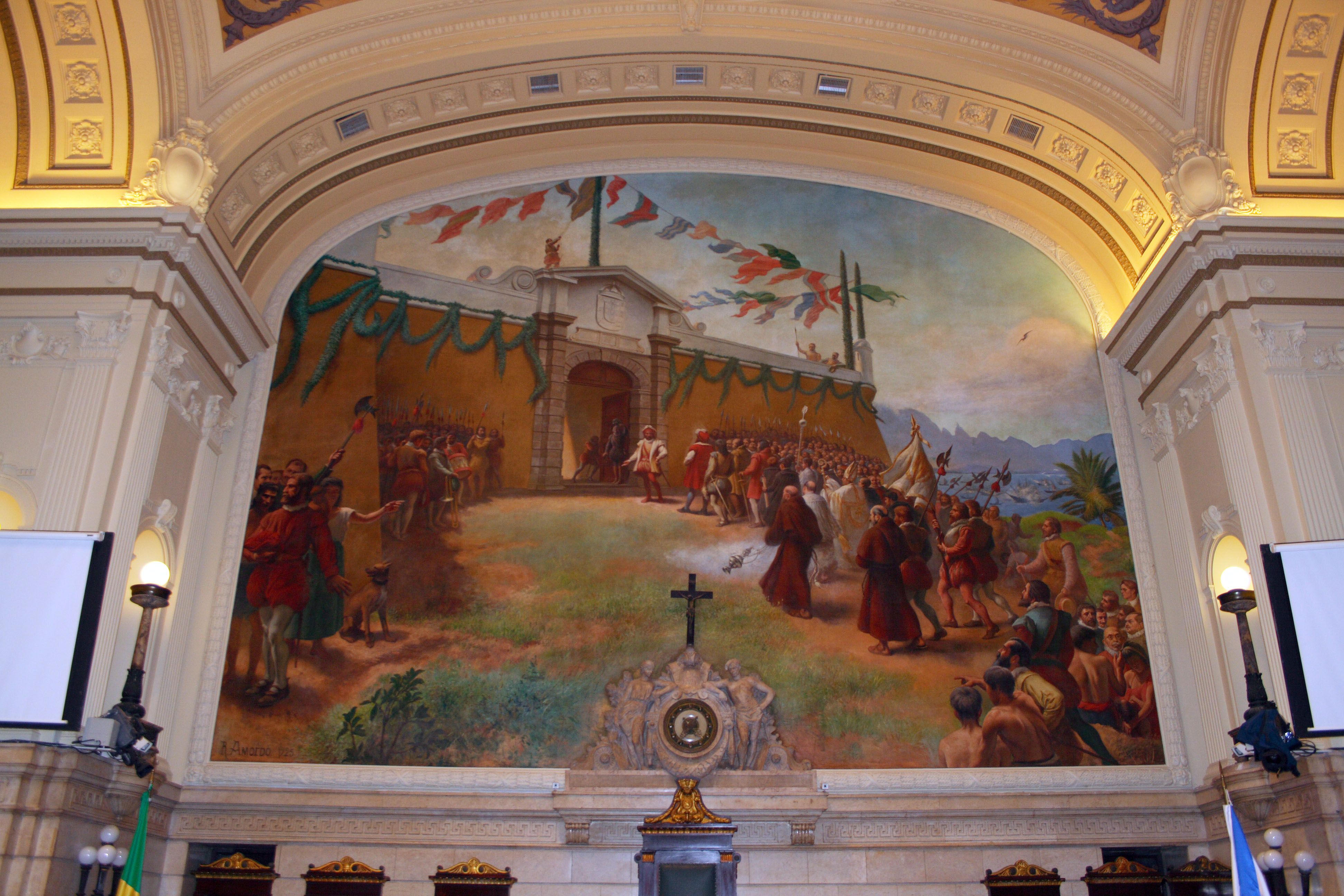
Wandbild A fundação da cidade do Rio de Janeiro („Die Gründung der Stadt Rio de Janeiro“) im Palácio Pedro Ernesto, Rio de Janeiro, datiert 1923.

Rodolfo Amoedo (* 11. Dezember 1857 in Salvador da Bahia, Brasilien; † 31. Mai 1941 in Rio de Janeiro) war ein brasilianischer Maler.

## Leben
Bereits mit 16 Jahren kam Amoedo an das Liceu Imperial de Artes und wurde dort Schüler von Victor Meirelles, Costa Miranda und Sousa Lobo. Anlässlich der jährlichen Ausstellung der Academia Imperial de Belas Artes wurden einige Werke von Amoedo ausgezeichnet. So setzte er sich mit dem 1878 entstandenen „O sacrifício de Abel“ gegen Henrique Bernardelli durch. Damit war auch ein Reise-Stipendium verbunden, mit dessen Hilfe er im darauffolgenden Jahr im Mai 1879 nach Paris reiste.
Dort wurde er noch im selben Jahr Schüler an der Académie Julian bei Gustave Boulanger und Jules-Joseph Lefebvre. Später wechselte er mit Unterstützung seiner Lehrer an die École des Beaux-Arts und wurde u. a. durch Paul Baudry, Alexandre Cabanel und Pierre Puvis de Chavannes unterrichtet. Mit deren Fürsprache konnte er 1882, 1883 und 1884 an den großen Ausstellungen des Salon de Paris mitwirken.
1888 kehrte Amoedo wieder nach Brasilien zurück und ließ sich in Rio de Janeiro nieder. Er gründete dort ein Atelier und wurde auch mit einem Lehrauftrag an der Kunstakademie, der Escola Nacional de Belas Artes,  betraut.
Mit beinahe 84 Jahren starb Rodolfo Amoedo am 31. Mai 1941 in Rio de Janeiro und fand dort auch seine letzte Ruhestätte.

## Schüler (Auswahl)
- Lucílio de Albuquerque (1877–1939)
- Rodolfo Chambelland (1879–1967)
- Artur da Costa (1882–1923)
- Baptiste da Costa (1865–1926)
- Joâo da Costa (1879–1932)
- Candido Portinari (1903–1962)
- Eliseu Visconti (1866–1944)